# Nadia Stankovich
Nadia Stankovich también conocida como Nadia Stankovitch (Belgrado, Reino de los Serbios, Croatas y Eslovenos, 24 de febrero de 1924 - Ciudad de México, 30 de agosto de 2017) fue una pianista, concertista y profesora. Destacó por la interpretación de las obras de autores mexicanos como Juventino Rosas y Ricardo Castro.

## Trayectoria
Estudió en la Academia de Música de Viena con el maestro Emil von Sauer, alumno de Franz Liszt. Fue solista en la Orquesta del Mozarteum de Salzburgo. En 1950 se estableció definitivamente en México. Como concertista realizó giras en países de América, Asia y Europa. En México fue dirigida por directores de orquesta como Luis Herrera de la Fuente, Eduardo Mata, Francisco Savín, Helmut Calgeer, entre otros.
De 1994 a 2000 realizó la interpretación y grabación de la obra del músico y compositor mexicano Juventino Rosas. Fue parte del grupo de concertistas del Instituto Nacional de Bellas Artes de México. Como profesora formó a varias generaciones de pianistas y músicos. Stankovich hablaba siete idiomas.

## Premios y reconocimientos
- Águila de Tlatelolco de la Secretaría de Relaciones Exteriores, 1978